# Bárbara Hernández
Bárbara Milenka Hernández Huerta (Santiago, 31 de diciembre de 1985) es una nadadora extrema chilena, internacionalmente conocida como «Sirena del Hielo». Ha sido campeona mundial en natación en aguas gélidas y en ultramaratones acuáticas sin traje de neopreno.  
En 2022 y 2023 consiguió tres Récords Guinness. Al año siguiente, se convirtió en la primera sudamericana en completar el desafío de los Siete Mares.

## Biografía
Nacida en Santiago, Hernández se graduó como psicóloga por la Universidad de Chile en 2012 y en 2017 obtuvo un magíster en psicología por la misma institución.
Hernández comenzó con clases de natación en 1991, cuando tenía seis años, en la piscina escolar de la Universidad de Chile.[cita requerida] A los ocho años, comenzó a competir en natación clásica y federada, y a los 9 años, comenzó en el Club Academia Metropolitana de Natación, donde conoció a quién sería su entrenador, Gabriel Torres Galaz y a Silvia Schimple, entrenadora por 5 años.
A los 17 años, inició su trayectoria en natación de aguas abiertas teniendo como referente al nadador chileno Víctor Contreras, las estadounidenses Lynne Cox y Jaimie Monahan, y la mexicana Nora Toledano.
En 2014, recibió una invitación para participar en el Winter Swimming Festival de ese mismo año, donde nadó a −5 °C en el Glaciar Perito Moreno sn ningún traje de neopreno ni grasa aislantes del frío.
Hernández se consolidó como la número uno en el ránking mundial de aguas gélidas de acuerdo al IWSA  durante las temporadas 2017-2018  y 2018-2019. Además, fue galardonada por la International Winter Swimming Association (IWSA) como campeona del mundo en Tyumen 2016, Bled 2020 y Tallin 2024. También ha sido reconocida por la International Ice Swimming Association (IISA), obteniendo campeonatos en Murmansk (2018), Samoens (2023) y Molveno (2025).
En 2024, Bárbara Hernández cruzó el Estrecho de Tsugaru, en Japón, lo que la convirtió en la primera sudamericana en completar el desafío «Ocean's Seven», un reto que consiste en nadar los siete mares de ultradistancia más complejos del mundo. La nadadora chilena logró esta hazaña en un plan de ocho años, durante los cuales recorrió las aguas gélidas del Estrecho de Gibraltar, canal de la Mancha, canal de Catalina, canal del Norte, Estrecho de Cook y Molokai.

## Logros deportivos

### 2016

#### Winter Swimming World Cup, Siberia, Rusia
La deportista consiguió tres medallas de oro y siete medallas de plata en la quinta edición del Tyumen Open Cup, una de las etapas del Winter Swimming World Cup. Bárbara no solo conquistó 10 medallas, sino que también logró su mejor marca en los 450 metros libres, con 6 minutos y 30 segundos.
| Medallero obtenido | Prueba                     |
| ------------------ | -------------------------- |
| Medalla de oro     | 450 metros estilo libre    |
| Medalla de oro     | 200 metros estilo libre    |
| Medalla de oro     | 25 metros estilo mariposa  |
| Medalla de plata   | 25 metros estilo libre     |
| Medalla de plata   | 50 metros estilo libre     |
| Medalla de plata   | 100 metros estilo libre    |
| Medalla de plata   | 25 metros estilo mariposa  |
| Medalla de plata   | 50 metros estilo mariposa  |
| Medalla de plata   | 100 metros estilo mariposa |

#### Winter Swimming World Cup, Petrozavodsk, Rusia
La nadadora de aguas gélidas Bárbara Hernández, alcanzó el número 1 del mundo en la categoría de 30-39 años en la Winter Swimming World Cup, que se llevó a cabo en Petrozavodsk, Rusia. La deportista obtuvo una medalla de oro (200 m libres), una medalla plata (25 m mariposa) y dos medallas de bronce (100 m pecho y 25 m libres) en un ambiente de 4 °C.

### 2018

#### Copa del Mundo de aguas gélidas de Minsk, Bielorrusia
La deportista obtuvo dos medallas de oro en las pruebas de 450 y 200 metros libres y medalla de Plata en los 100 metros pecho del Mundial de Minsk, Bielorrusia.

#### Cruce estrecho de Gibraltar
El 12 de agosto de 2018, Bárbara Hernández atravesó los 15,1 kilómetros que separan Europa de África en el Estrecho de Gibraltar. La nadadora chilena completó la travesía en un tiempo de 3 horas y 5 minutos, estableciendo la mejor marca panamericana en la historia de este cruce y convirtiéndose en la primera mujer chilena en realizarlo sin el uso de un traje de neopreno. 

#### Copa Mundial de Aguas Gélidas, Tallin, Estonia
Bárbara Hernández obtuvo dos medallas en la Copa Mundial de Aguas Gélidas, que se realizó en Tallin, Estonia.
La deportista, fue segunda en la prueba de los 200 metros pecho sumando una medalla de plata. Hernández marcó 3:46.32 detrás de la alemana Birgit Bonauer (3:28.34).
A pesar de competir con una temperatura ambiente de -6 °C y con una piscina al borde del congelamiento (agua a 0,1 °C), la deportista fue tercera en los 450 metros libres y logró obtener medalla de bronce.

### 2019

#### Winter Swimming World Championshipen Eslovenia
Bárbara Hernández consiguió 6 medallas en Winter Swimming World Championship en Eslovenia. Una medalla de oro en los 1000 metros libres, tres medallas de plata y 2 medallas de bronce en aguas que bordean los 5 grados Celsius. Se proclamó campeona del mundo en la disciplina deportiva.

#### Cruce del Canal de Catalina en California, Estados Unidos
La nadadora de aguas gélidas hizo historia el 5 de junio de 2019 al transformarse en la primera mujer chilena en completar el recorrido del Canal de Catalina, ubicado entre la Isla Santa Catalina y la costa de California, Estados Unidos. Bárbara recorrió los 33,7 km en 10 horas y 11 minutos en aguas a 16 °C en búsqueda de convertirse en la primera chilena en completar el desafío Triple Crown de la World Open Swimming Association, el cual consiguió en 2020.

#### Cruce del Canal de la Mancha, Inglaterra, Francia
El 2 de agosto de 2019, Bárbara Hernández se convirtió en la primera mujer chilena en lograr la travesía de cruzar el canal de la Mancha, ubicado entre Reino Unido y Francia. La nadadora de aguas gélidas recorrió 34 km en un tiempo de 12 horas y 13 minutos. La travesía comenzó a las 23:50 hora local en Samphire Hoe, en Inglaterra, y terminó pasado el mediodía en aguas francesas. 

### 2020

#### Cruce del lago Chungará
El 28 de noviembre de 2020 se convirtió en la primera persona en el mundo en cruzar el Lago Chungará, uno de los más altos del mundo, sin neopreno ni grasa. La deportista cruzó los 7 kilómetros del lago en 2 horas y 11 minutos con temperaturas de 10 °C y a una altitud de 4.560 metros de altitud sobre el nivel del mar. Bárbara Hernández  contó con el apoyo de las autoridades Aimara locales, quienes durante el día del nado realizaron una pawa, una ceremonia tradicional andina para pedir el apoyo y la bendición de la pachamama para bendecir la realización del nado.

#### 20 Bridges Manhattan Island Swimy Triple Corona de natación en aguas abiertas
Bárbara Hernández rodeó la isla de Manhattan en Nueva York y se convirtió en la primera mujer chilena en rodear a nado la isla.  El 20 Bridges Manhattan Island Swim es un desafío que consiste en cruzar 47 kilómetros en aguas abiertas, la deportista completó el recorrido en siete horas y 59 minutos. Además Hernández señaló las dificultades de su nueva travesía: "La corriente va a favor pero el viento en contra, entonces las olas son gigantes, te zamarrean y te botan. Es muy difícil nadar, pero gracias a la experiencia lo pude bancar."
Como consecuencia, se convirtió en la primera chilena en conseguir la triple corona de natación.

#### Cruce del canal Beagle
Bárbara Hernández se convirtió en la primera mujer en cruzar el Canal Beagle, icónico estrecho de Tierra del Fuego. El cruce comprendió desde el territorio argentino de Tierra del Fuego hasta Isla Navarino en Puerto Williams.
La nadadora cruzó 9,4 kilómetros de distancia en una hora, cincuenta y cinco minutos con ocho segundos, con una temperatura de 7,9 grados Celsius sin recurrir al traje de neopreno.
Al final del recorrido fue esperada por la última mujer yagán y hablante de ese dialecto, Cristina Calderón, pueblo originario que hace años pobló los canales y costas de dicha zona y el archipiélago de Cabo de Hornos.

### 2021

#### Glaciar Leones y Glaciar Exploradores (parque nacional Laguna San Rafael)
El 23 de enero de 2021, nadó en el lago del glaciar Leones (parque nacional Laguna San Rafael) y el 26 de enero de 2021 nado en el glaciar Exploradores (parque nacional Laguna San Rafael).

#### Canal Molokai
El 24 de mayo de 2021, Bárbara Hernández se convierte en la primera sudamericana en cruzar el Canal Molokai, nadando 45,6 kilómetros en 15 horas y 41 minutos.

### 2022

#### Cabo de Hornos: Récord Guinness
Luego de la suspensión del nado a la Antártica debido a la pandemia de COVID-19, en febrero de 2022, la Armada de Chile decide apoyar a Bárbara y su equipo en un nado extremo sin precedentes en Cabo de Hornos, dado que buscaban la máxima distancia jamás nadada y la milla más rápida nadada en ese lugar, en dirección de Pacífico a Atlántico, frente a la Isla Hornos, en el temido Mar de Drake.
La hazaña fue un éxito: el 27 de febrero de 2022, la primera milla fue realizada en 15 minutos, 03 segundos, con lo cual se obtuvo un Récord Guinness, junto con la certificación de la World Open Water Swimming Association (WOWSA), por la máxima distancia jamás nadada en Cabo de Hornos, 3 millas náuticas (5,5 km) con un tiempo total de 56 minutos, 15 segundos.

#### Four Island Marathon Swim
El 6 de junio de 2022, Bárbara nadó durante la noche una distancia de 22,5 kilómetros en San Francisco, completando el recorrido en 7 horas y 24 minutos, en aguas con una temperatura de 14 °C. En su travesía conectó las Angel Island, Alcatraz, Treasure y Yerba Buena. Con esta hazaña, se convirtió en la primera persona latinoamericana en completar este desafío. Para que este nado fuera reconocido oficialmente como calificación para el Canal del Norte, continuó nadando hasta alcanzar un tiempo total de 8 horas y 29 minutos.

#### El Canal del Norte
El 22 de julio de 2022, Bárbara se consagró como la primera sudamericana y la cuarta latinoamericana en cruzar el canal del Norte, un paso de agua que separa Irlanda del Norte y Escocia, conocido por la presencia de medusas melena de león. La nadadora completó la travesía de 34,5 km en estas aguas a 13 °C, finalizando en un tiempo de 12 horas y 18 minutos.

### 2023

#### Travesía de Estrecho de Cook, Nueva Zelanda
El 1 de marzo de 2023, logró cruzar el Estrecho de Cook que conecta las islas norte y sur de Nueva Zelanda. En búsqueda de lograr el desafío Ocean's Seven, completó su sexto océano en un tiempo de 8 horas y 15 minutos, enfrentando un mar a 15° Celsius acompañada por delfines.

#### Antártica, Récord Guinness
El 5 de febrero de 2023, tras tres años de espera, Bárbara Hernández concreta un desafío que pensó por más de una década: nadar las aguas de Antártica sin traje de neopreno ni ningún tipo de grasa aislante del frío. Junto al apoyo de la Armada de Chile, la deportista cruzó 2.5 kilómetros en Bahía Chile, cerca de la Base Prat, enfrentando temperaturas de 2 Celsius. Finalizó la prueba en 45 minutos y 35 segundos, estableciendo una distancia que no había sido registrada previamente en estas condiciones, lo que generó atención por parte de la prensa internacional y el reconocimiento de un Récord Guinness por realizar el nado más extenso en Antártica.
En su rol como miembro de Antarctic and Southern Ocean Coalition (ASOC), junto a su equipo, Hernández buscó atraer la atención internacional para proteger el océano antártico y promover la creación de un área marina protegida. Ese desafío dio paso a la creación del documental Sirena de Hielo: un nado en el corazón del océano, realizado por la productora La Industria, que contó con el auspicio de Banco de Chile y ASOC. Esta producción audiovisual se estrenó el 9 de marzo de 2024 por el canal de televisión chileno TVN, como parte de la programación del mes de la mujer.

#### The 5th IISA World Championship Samöens, Francia
Entre el 11 y el 15 de enero, Bárbara Hernández se corona nuevamente como campeona del mundo en su categoría, obteniendo un total de siete podios: 1 medalla de oro (500 metros libres), 5 medallas de plata (1 kilómetro, 250 metros y 100 metros libre, 100 metros combinados y 100 espalda) y una de bronce (50 metros espalda).

### 2024

#### Estrecho de Tsugaru, Japón
El 14 de junio de 2024, atravesó nadando el Estrecho de Tsugaru, paso de mar localizado entre las islas de Honshū y Hokkaidō en Japón. Si bien, aunque las condiciones climáticas adversas impidieron que la nadadora completara este desafío en 2023, en su segundo intento logró recorrer los 27 kilómetros en 11 horas y 40 minutos. Esta hazaña le permitió posicionarse como la primera sudamericana en completar el desafío de Ocean's Seven.

## Reconocimientos y distinciones
- 2018: «100 Mujeres Líderes», otorgado por el periódico chileno El Mercurio.[63]

- 2021: «100 Jóvenes Chilenas Líderes», otorgado por El Mercurio.[64]

- 2021: «Woman of the Year», otorgado por World Open Water Swimming Association.[65]

- 2022: «100 Mujeres Líderes», otorgado por El Mercurio.[66]

- 2022: Récord Guinness a la Milla más rápida a nado en el Pasaje de Drake del océano Pacífico al océano Atlántico, otorgado por Guinness World Records.[67]

- 2022: Primera latinoamericana en completar el Four Island Swim.[68][69]

- 2023: Récord Guinness a la primera persona en nadar 2,5 km en Islas Shetland del Sur, otorgado por Guinness World Records.[70]

- 2023: «Ice Swimming Hall of Fame Honor Swimmer», otorgado por World Open Water Swimming Association (WOWSA).[71][72]

- 2023: Mujer Esencial, otorgado por Citylab y ONU Mujeres en Chile.[73]

- 2023: Nominada a Copihue de Oro, premiación realizada por el periódico chileno La Cuarta.[74]